# Bowraville
Bowraville är en ort i Australien. Den ligger i kommunen Nambucca Shire och delstaten New South Wales, i den sydöstra delen av landet, omkring 390 kilometer nordost om delstatshuvudstaden Sydney. Antalet invånare är 1 323.
Närmaste större samhälle är Nambucca, omkring 13 kilometer öster om Bowraville. 
I omgivningarna runt Bowraville växer i huvudsak städsegrön lövskog. Runt Bowraville är det glesbefolkat, med 13 invånare per kvadratkilometer. Genomsnittlig årsnederbörd är 1 585 millimeter. Den regnigaste månaden är januari, med i genomsnitt 310 mm nederbörd, och den torraste är oktober, med 7 mm nederbörd.